# ویگتوفت
ویگتوفت (به انگلیسی: Wigtoft) یک روستا و محله مدنی در بریتانیا است که در Boston واقع شده‌است. ویگتوفت ۴۹۱ نفر جمعیت دارد.